# الغرفة (سيدي حرازم)
الغرفة هو دُوَّار يقع بجماعة سيدي حرازم، عمالة فاس، جهة فاس مكناس في المملكة المغربية. ينتمي الدوّار لمشيخة سيدي حرازم التي تضم 6 دواوير. يقدر عدد سكانه بـ 30 نسمة حسب الإحصاء الرسمي للسكان والسكنى لسنة 2004.

## روابط خارجية
- البوابة الوطنية للجماعات الترابية
- المندوبية السامية للتخطيط